# 移动计算

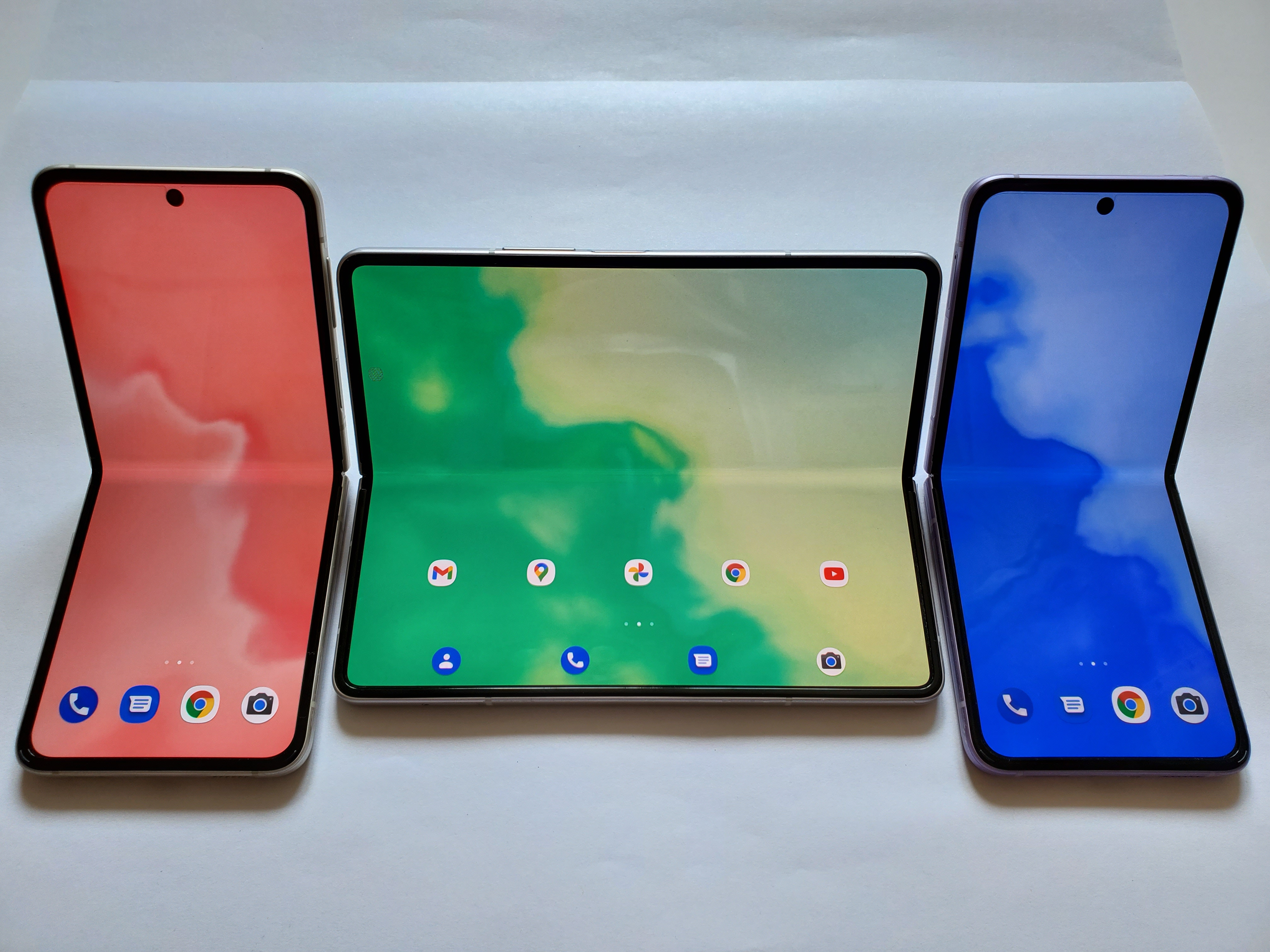
用戶可以通過Samsung Galaxy智能手机瀏覽网页、查看电子邮件访问、播放视频、编辑文档、传输文件、编辑图像等任务。智能手机是典型的涉及移动计算的設備。

移动计算（英語：Mobile computing）是指可移動設備在人机交互下產生的数据、语音和视频的传输。移动计算涉及移动通信、移动設備和移动软件。

## 特性
- 便攜性：移動设备应便于攜帶。这些设备的計算能力和电源可能有限，但应具有足够的处理能力和物理便携性，以便能隨時隨地使用。
- 连接性：网络连接的服务质量應有較高水平。